# Steropodontidae
Famille
Les stéropodontides (Steropodontidae) sont une famille éteinte de monotrèmes.

## Liste des taxons
- † Steropodon
  - † Steropodon galmani
- † Teinolophos
  - † Teinolophos trusleri